# Пела (город)
Пе́ла (греч. Πέλλα, макед. Постол) — малый город в Греции. Расположен на высоте 60 метров над уровнем моря, на левом (восточном) берегу реки Лудиас и правом (западном) берегу реки Аксьос (Вардар) на Салоникской равнине, примерно в 30 километрах от побережья залива Термаикос Эгейского моря, к югу от горного массива Пайкон, в 38 километрах к северо-западу от Салоник и в 325 километрах к северо-западу от Афин. Исторический центр одноимённой общины в одноимённой периферийной единице в периферии Центральная Македония. Население 2398 жителей по переписи 2011 года. Площадь — 30,091 квадратного километра.
Через город проходит национальная дорога 2 Эдеса — Яница — Салоники, восточнее проходит национальная дорога 1 Афины — Салоники.

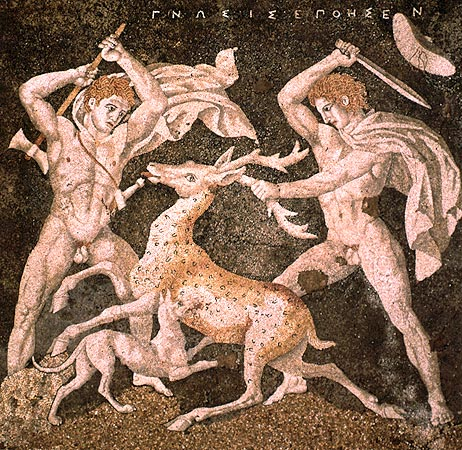
Мозаика с изображением охоты на лань. Вторая половина IV века до н. э.

## История

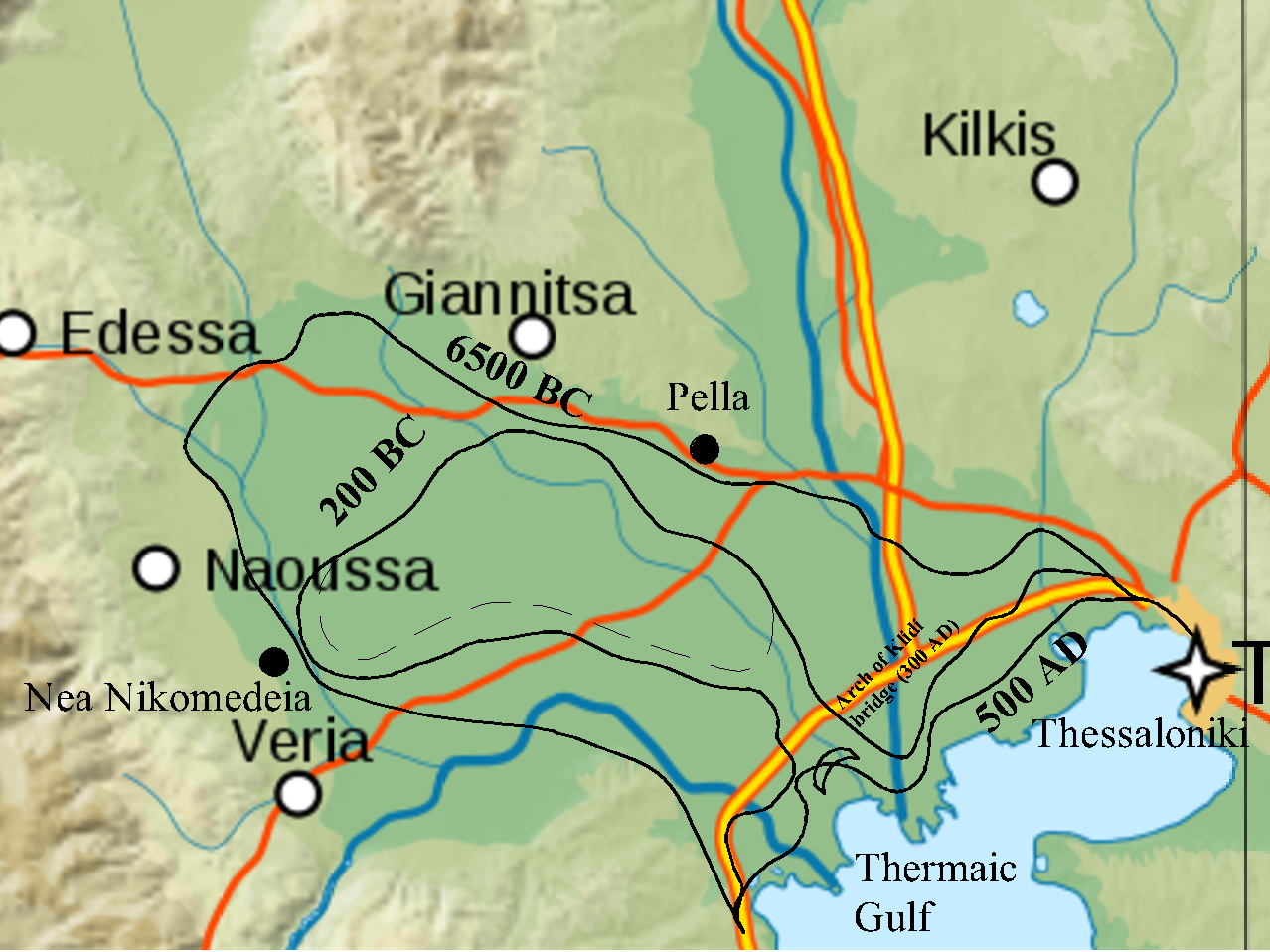
Рост Салоникской равнины и изменение береговой линии залива Термаикос. Реконструкция (Bottema, S. 1974)

Древний город Пелла был столицей Древней Македонии с 400 года до н. э. вплоть до завоевания Римом в 168 году до н. э. В 148 году до н. э. была создана римская провинция Македония с центром в Салониках. В начале I века до н. э. Пелла была разрушена землетрясением. В 30 году до н. э. во время правления Августа была основана римская колония западнее разрушенного города на месте современной деревни Неа-Пела. В раннехристианский период здесь существовал город, отождествляемый с упоминаемым Прокопием Кесарийским укреплением «Базилика Аминты» («Βασιλικά Αμύντου»), восстановленным Юстинианом I (527—565).
Огромное количество аллювия, переносимое реками (главным образом, реками Аксьос, Лудиас и Альякмон), вследствие длительного накопления (аккумуляции) в мелком заливе Термаикос образовали обширную Салоникскую равнину. После осушения озера Яницы в 1927—1937 годах город оказался примерно в 30 километрах от побережья залива Термаикос.
Путешественники XVIII и XIX века описывали руины древнего города.
Первые систематические раскопки произведены в 1957—1964 годах. При раскопках в 1957 году греческими археологами обнаружены среди остатков жилого дома два мозаичных пола, датируемых второй половиной IV века до н. э. с изображением обнажённого Диониса верхом на пантере, охоты на льва, нападения грифона и пары кентавров. В 1961 году в другом доме обнаружены мозаики того же периода с изображением охоты на лань, похищения Елены и Амазономахии. Во время второго этапа раскопок, начатых в 1976 году и продолжающихся в настоящее время раскопаны агора, часть дворца, другие здания, участки укреплений, святилища и кладбища.
Современный город впервые упоминается в османский период в первой половине XV века. В османский период турецким названием города было Аллах-Килисе тур. Allah Kilise «церковь Бога». До 1926 года город назывался Айи-Апостоли (Άγιοι Απόστολοι) по одноимённой церкви, к началу XIX века превратившейся в руины и не сохранившейся, болгарским названием города было Постол (болг. Постол). В 1867 году была построена церковь Апостолов Петра и Павла, в 1871—1872 годах — каменное здание начальной школы, снесённое в 1957 году после постройки нового здания.
В ходе Второй Балканской войны в 1913 году Македония присоединена к королевству Греция. В 1918 году (ΦΕΚ 152Α) было создано сообщество Пела.
В 1918—1924 годах население пополнилось беженцами из Восточной Румелии. В ходе греко-турецкого обмена населением в 1923 году население пополнилось беженцами из Арнавуткёй, Гелиболу и Чаталджа. В 1926 году (ΦΕΚ 97Α) город Айи-Апостоли переименован в Пелу. В ходе гражданской войны в Греции в 1947 году в Пелу переселились примерно 50 семей каракачанов из Флорины.
В 2009 году открыт Археологический музей Пеллы.

## Население
| Год  | Население, человек |
| ---- | ------------------ |
| 1991 | 2318               |
| 2001 | 2455               |
| 2011 | ↘ 2398             |